# 岩﨑果歩
岩﨑 果歩（いわさき かほ、1997年8月6日 - ）は、NHKのアナウンサー。

## 略歴
東京都出身。2020年に入局。初任地は富山放送局。
大学時代は学業と並行してテレビ朝日アスクに通い、学生キャスターの業務を行いながらアナウンサーを志していた。
また、「椎名もも」という名義でジュニアアイドル等として芸能活動をしていた経歴がある。

## 人物
- 趣味は愛犬と出かけること、特技は円周率100桁暗唱[4]。
- 2022年8月29日に富山放送局の放送会館が新桜町に移転して最初の放送となった『おはよう富山』でキャスターを担当。
- 同時期に新局舎に移転したチューリップテレビとの合同キャンペーンの一環で、2022年10月12日に放送された『ニュース6』にNHKアナウンサーとして生出演した。
- 2022年11月6日に行われた富山マラソンのフルマラソンの部に挑戦し、完走した。結果は6:50:41であった[5]。

## 担当番組
太字は、現在出演中。
富山放送局時代（2020年度 - 2023年度）
- ニュース富山人（メインキャスター）（2022年4月4日 - 2024年3月22日[6][注釈 2] -（柴田拡正と隔週で担当）
- 富山県のニュース
- 越中とやまスペシャル「イナガキヤストの本気旅スペシャル～上半期編～」（2021年10月22日） - 司会（柴田拡正と共に）
- 中部推し! 越中とやまスペシャル「イナガキヤストの本気旅スペシャル」（BS1、2021年12月11日）（2021年10月22日放送と同一内容）[7]
- ショクリク～おいしい北陸、かんたんに～（ラジオ第1、2022年2月27日） - 北陸3局合同（柴田拡正、守屋瞭、大谷舞風と共に）[8]
- 越中とやまスペシャル「イナガキヤストの本気旅スペシャル～下半期編～」（2022年3月18日） - 司会（柴田拡正と共に）[9]
- ホクロック!「北陸発! ROCKな働き方」（2022年6月17日） - MC[10]
- 参院選開票速報2022富山（2022年7月10日） - 富山選挙区開票速報キャスター
- ブラブラシバタ（チューリップテレビ、2022年10月12日） - チューリップテレビとの合同キャンペーンでお互いに相手局の番組に出演。NHK富山局から柴田拡正とともに出演した[11]。
- 今夜も生でさだまさし「お久しブリね!富山のまっさん」（2022年10月22日） - 柴田拡正とともに出演[12]
- ホクロック!「私たちの介護　人手が足りない!」（2023年2月3日） - MC[13]
- UPっぷ富山 きとラボ「クイズ！イナガキヤストの本気旅～めざせ本気王～」（2023年3月10日） - 進行（柴田拡正と共に）[14]
- 君の声を読む〜朝までアナリレー〜（2023年5月12日） - 富山担当[15]
- おわら風の盆2023 スペシャルライブ（BSプレミアム・BS4K・総合、2023年9月2日） - リポーター[16]

仙台放送局時代（2024年度 - ）
- 大好き♡東北 定禅寺しゃべり亭（2024年4月6日[17] - ） - 司会
- 宮城県・東北地方のニュース
- あさイチ（2024年4月[18] - ） - 東北地域中継リポーター
- パリオリンピック2024（2024年7月26日 - ） - 東京スタジオ
- てれまさ-岩野吉樹異動に伴う臨時キャスター（2025年3月27日・28日）